# The A-Team (filme)
The A-Team é um filme estadunidense dos géneros ação, aventura e comédia lançado em 2010, baseado na série de televisão homônima da década de 1980. O filme é estrelado por Liam Neeson, Bradley Cooper, Jessica Biel, Quinton Jackson e Sharlto Copley, como o "Esquadrão Classe A", uma equipe de soldados do Exército norte-americano presos por um crime que não cometeram, que escapam e partem para limpar seus nomes. O filme foi produzido por Stephen J. Cannell, Ridley Scott e Tony Scott.
O filme estava em desenvolvimento desde meados da década de 1990, tendo passado por uma série de escritores e ideias na história, sendo colocado em espera diversas vezes. Após o lançamento, o filme recebeu notas mistas dos críticos e teve um desempenho ligeiramente abaixo das expectativas na bilheteria.[carece de fontes?]

## Enredo
John "Hannibal" Smith está preso no México por dois agentes da Polícia Federal que trabalham para o renegado general Javier Tuco. Hannibal foge e se propõe a resgatar o Tenente "cara de pau" Peck, que está preso no rancho de Tuco. Hannibal salva o 'cara de pau' depois de alistar o cabo B.A. Baracus, dirigindo para o resgate com sua modificada Van Chevrolet. Perseguidos por Tuco, eles param em um hospital militar próximo e recrutam os serviços do excêntrico piloto H.M. "Howling Mad" Murdock. Eles fogem em um helicóptero médico, perseguidos por Tuco, em um duelo que deixa B.A. com medo de voar. A batalha termina quando atraem o helicóptero de Tuco no espaço aéreo americano, onde ele é destruído.
Oito anos depois, no Iraque, Hannibal é contactado pelo operatório Lynch da Divisão de Atividades Especiais da CIA, que lhes atribui uma missão para recuperar placas do Tesouro dos Estados Unidos e mais de 1 bilhão de dólares em dinheiro que insurgentes iraquianos programam tirá-las para fora de Bagdá, em um comboio blindado. O oficial de Hannibal, General Morrison, autoriza a operação, mas a ex-amante do 'cara de pau', a capitã Charissa Sosa, do Serviço de Investigação Criminal, tenta desencorajar o time recebendo as placas. A missão é bem sucedida, quando a equipe retorna à base, no entanto, o dinheiro e veículo de Morrison são destruídos por Brock Pike e seus homens da empresa de segurança privada Black Forest (que é intencionalmente semelhante a real empresa de segurança Black Water). Sem Morrison, a única prova de que eles estavam autorizados a agir, a equipe é condenada a dez anos de prisão e são expulsos do Exército.
Seis meses depois, Lynch visita Hannibal na prisão e lhe diz que Pike pode estar tentando vender as placas com a ajuda de um financiador árabe. Hannibal, que vem acompanhando Pike por conta própria, faz um acordo com Lynch: restabelecimento completo e ficha limpa para sua equipe caso eles tragam as placas. Lynch concorda e Hannibal foge, livrando 'cara de pau', B.A. e Murdock do processo. Sosa, que foi rebaixada tenente por seu papel no fiasco do Iraque, persegue o rastro da equipe. O grupo sequestra um avião militar Lockheed C-130 Hercules, que posteriormente é abatido por Reaper UCAV, mas não antes que a equipe voe para longe em um tanque escondido a bordo e em seguida caem no chão em segurança. A equipe se move para recuperar as placas e sequestrar o financiador de Pike. É revelado que o financiador é na verdade o Geral Morrison, que conspirou com Lynch e Pike para roubar as placas, mas juntou-se com Pike ao enganar Lynch e fingir a sua morte. Lynch ordena um ataque aéreo para matar a equipe, mas Morrison morre em seu lugar.
Hannibal se organiza para atender Sosa a bordo de um navio porta-contentores nas docas de Los Angeles, dizendo que ele vai entregar Morrison e as placas. 'Cara de pau', então, chama Sosa em um celular descartável que ele implantou na estação de trem, e conspira um plano diferente com ela. Tudo se desenrola segundo o plano até Pike, que agora está trabalhando com Lynch, explodir o navio porta-contentores e persegue 'cara de pau' que fica perto da morte. B.A. finalmente desiste de seus modos pacifistas e mata Pike, salvando o 'cara de pau'. Hannibal leva Lynch em um recipiente com Murdock, que, usando um capacete à prova de balas coberto, está retratando Morrison. Lynch atira na cabeça de Murdock, acreditando que ele está matando Morrison, e depois é levado a admitir que roubou as placas, e posteriormente é preso por Sosa. A CIA vem e reclama a custódia de Lynch. Apesar do sucesso, os militares ainda prendem a equipe por escapar da prisão. Sosa é reintegrado à capitã, mas ela promete fazer tudo o que puder para ver a equipe livre e beija o 'cara de pau' e todo mundo é levado em uma van para a prisão. Na van, 'cara de pau' abre a boca e revela uma chave de algemas, dada a ele por Sosa através do beijo.[carece de fontes?]

## Elenco
- Liam Neeson como Coronel John "Hannibal" Smith
- Bradley Cooper como Ten. "Cara de Pau" Peck
- Jessica Biel como Charissa Sosa
- Quinton Jackson como B.A. Baracus
- Sharlto Copley como Cap. Murdock
- Patrick Wilson como Lynch
- Gerald McRaney como General Morrison
- Henry Czerny  como  Diretor McCready
- Brian Bloom como Pike

## Recepção
The A-Team teve recepção mista por parte da crítica especializada. Com índice de 47% o Rotten Tomatoes publicou um consenso: "Para melhor e para pior, a versão para as telonas de Joe Carnahan de The A-Team capta o espírito superficial e barulhenta da série de TV".

## Sequência cancelada
Neeson, Cooper, Copley e Jackson manifestaram interesse em fazer uma sequência. Joe Carnahan manifestou interesse em dirigir uma continuação e disse que vai depender das vendas de DVD e Blu-ray e aluguéis. Em 10 de março de 2011, Cooper afirmou que o filme não tinha gerado receitas suficientes para que houvesse uma sequência. Isto foi confirmado por Liam Neeson em um webchat. Neeson comentou mais tarde, no início de 2012, que ele entendia por que o filme não foi bem sucedido: "Eu o assisti há cerca de dois meses, achei um pouco confuso e eu estava no filme. Eu simplesmente não conseguia descobrir quem era quem e o que havia sido feito para ele e por isso, um pouco." Depois, em 2013, Carnahan disse em seu Twitter "Apenas para deixar claro pessoal, por mais que eu aprecie todo o amor de vocês por Esquadrão Classe A. NÃO haverá uma sequência. O filme não lucrou $$$ o suficiente, é isso."